# Tanvi Shah
Tanvi Shah (n. 1 de diciembre de 1985) es una cantante de playback india, una de las intérpretes más populares para interpretar en películas. Ha cantado en árabe, latín, español y para una amplia gama de la música con su banda llamada, Zahrra. Su primera canción fue "Fanaa", para una película titulada "Yuva".

## Carrera
Ha colaborado con A.R. Rahman y ha interpretado temas musicales para él, incluyendo las canciones de famosas películas como Jillunu Oru Kadhal, Slumdog Millionaire y recientemente de Delhi- 6 . Escribió temas musicales entre ellas escritas en español, una de ellas titulada "Jai Ho".
Se ha presentado en los escenarios principales y famosos del mundo, tales como en el Wembley Arena, Birmingham Arena Burmingham.
Su éxito con A.R. Rahman, obtuvo invitaciones de los principales directores de música y ha interpretado para Yuvan Shankar Raja, Srikanth Deva, Premji Amaren y entre otros directores reconocidos.

## Premios
Grammy Awards
- Best Song Written For Motion Picture, Television Or Other Visual Media - 'Jai Ho'  - Slumdog Millionaire (2010)[1]

BMI Award
- Best Song Written For Motion Picture, Television Or Other Visual Media - 'Jai Ho'  - Slumdog Millionaire (2010)

## Temas musicales
| Película                    | Canción                       | Año  | Director musical   | Idiomas         |
| --------------------------- | ----------------------------- | ---- | ------------------ | --------------- |
| Aayutha Ezhuthu             | "Yakkai Thiri"                | 2004 | A. R. Rahman       | Tamil           |
| Yuva                        | "Fanaa"                       | 2004 | A. R. Rahman       | Hindi           |
| Pudhupettai                 | "Poo Pesum Poo Pesum"         | 2005 | Yuvan Shankar Raja | Tamil           |
| Sillunu Oru Kaadhal         | "Jillendru Oru Kaadhal"       | 2006 | A. R. Rahman       | Tamil           |
| Sivaji: The Boss            | "Style"                       | 2007 | A. R. Rahman       | Tamil           |
| Thotta                      | "Anbe Vaa"                    | 2008 | Srikanth Deva      | Tamil           |
| Jaane Tu Ya Jaane Na        | "Pappu Can't Dance"           | 2008 | A. R. Rahman       | Hindi           |
| Saroja                      | "My Life"                     | 2008 | Yuvan Shankar Raja | English         |
| Slumdog Millionaire         | "Gangsta Blues"               | 2008 | A. R. Rahman       | English & Hindi |
| Slumdog Millionaire         | "Jai Ho"                      | 2008 | A. R. Rahman       | Spanish & Hindi |
| Delhi-6                     | "Dilli-6"                     | 2009 | A. R. Rahman       | Hindi           |
| Delhi-6                     | "Rehna Tu"                    | 2009 | A. R. Rahman       | Hindi           |
| Snoop Dogg Millionaire      | "Snoop Dogg Millionaire"      | 2009 | Chase & Status     | English & Hindi |
| Muthirai                    | "July Madathil"               | 2009 | Yuvan Shankar Raja | Tamil           |
| Theeradha Vilaiyattu Pillai | "Theeradha Vilaiyattu Pillai" | 2009 | Yuvan Shankar Raja | Tamil           |
| Paiyaa                      | "Thuli Thuli"                 | 2010 | Yuvan Shankar Raja | Tamil           |
| Paiyaa                      | "En Kadhal Solla"             | 2010 | Yuvan Shankar Raja | Tamil           |
| Raavanan                    | "Keda Kari"                   | 2010 | A. R. Rahman       | Tamil           |
| Puli                        | "Power Star"                  | 2010 | A. R. Rahman       | Telugu          |
| Naan Mahaan Alla            | "Iragai Pole"                 | 2010 | Yuvan Shankar Raja | Tamil           |
| Enthiran                    | "Boom Boom Roboda"            | 2010 | A. R. Rahman       | Tamil           |
| Goa                         | "Goa"                         | 2010 | Yuvan Shankar Raja | Tamil           |
| Goa                         | "Goa (Club Mix)"              | 2010 | Yuvan Shankar Raja | Tamil           |
| Billa II                    | "Yedho Yedho Oru Maikam"      | 2012 | Yuvan Shankar Raja | Tamil           |
| Kadal                       | "Magudi Magudi"               | 2012 | A R Rahman         | Tamil           |
| Non- film single            | "Llamalo Amor (Call It Love)" | 2013 | JHawk              | Spanish         |
| Biriyani                    | "Biriyani"                    | 2013 | Yuvan Shankar Raja | Tamil           |
| Arrambam                    | "Hare Rama Hare Krishna"      | 2013 | Yuvan Shankar Raja | Tamil           |